# Liste des monuments classés du gouvernorat de Tozeur
Cette liste des monuments classés du gouvernorat de Tozeur est une liste des monuments historiques et archéologiques protégés et classés du gouvernorat de Tozeur établie par l'Institut national du patrimoine de Tunisie.

## Liste
| Identifiant monument | Site        | Monument | Adresse                     | Date de classement | Décret           | Coordonnées                      | Illustration |                       |
| -------------------- | ----------- | --- | --------------------------- | ------------------ | ---------------- | -------------------------------- | --- | --------------------- |
| 72-1                 | Tozeur      | Gare de chemin de fer de Tozeur : façade donnant sur la voie ferrée et façade sur la ville                               | Avenue Abdelmajid-Errouissi | 15 janvier 2001    | 15 janvier 2001  | 33° 55′ 35″ nord, 8° 08′ 09″ est | Gare de chemin de fer de Tozeur : façade donnant sur la voie ferrée et façade sur la ville                               | Télécharger une image |
| 72-2                 | Ouled Majed | Minaret de la mosquée des Oulad-Majed, près de Saba (Biar-Oasis d'El-Oudiane)                                            |                             | 3 mars 1915        | 3 mars 1915      | 33° 59′ 35″ nord, 8° 13′ 41″ est | Minaret de la mosquée des Oulad-Majed, près de Saba (Biar-Oasis d'El-Oudiane)                                            | Télécharger une image |
| 72-3                 | Ouled Majed | Puits antique situé au Nord de ladite mosquée                                                                            |                             | 16 novembre 1928   | 16 novembre 1928 | 34° 00′ 23″ nord, 8° 14′ 36″ est | Image manquante Téléverser                                                                                               | Télécharger une image |
| 72-4                 | Tozeur      | Mosquée de Bled-el-Hadher, près de Tozeur                                                                                |                             | 3 mars 1915        | 3 mars 1915      | 33° 54′ 42″ nord, 8° 08′ 00″ est | Mosquée de Bled-el-Hadher, près de Tozeur                                                                                | Télécharger une image |
| 72-5                 | Tozeur      | Barrage de l'oued Barouq et jetées voisines faites de matériaux antiques                                                 |                             | 16 novembre 1928   | 16 novembre 1928 | 33° 54′ 51″ nord, 8° 07′ 48″ est | Barrage de l'oued Barouq et jetées voisines faites de matériaux antiques                                                 | Télécharger une image |
| 72-6                 | Tozeur      | Mihrab de la mosquée de Beled-el-Adher, datant de 590 de l'Hégire                                                        |                             | 25 janvier 1922    | 25 janvier 1922  | 33° 54′ 42″ nord, 8° 08′ 00″ est | Mihrab de la mosquée de Beled-el-Adher, datant de 590 de l'Hégire                                                        | Télécharger une image |
| 72-7                 | Tozeur      | Minaret en ruines, ayant pour soubassement un mausolée antique, situé à 50 mètres au Nord de la mosquée de Bled el Adher |                             | 16 novembre 1928   | 16 novembre 1928 | 33° 54′ 43″ nord, 8° 08′ 00″ est | Minaret en ruines, ayant pour soubassement un mausolée antique, situé à 50 mètres au Nord de la mosquée de Bled el Adher | Télécharger une image |
| 72-8                 | Degache     | Église antique Kastilia                                                                                                  |                             | 21 janvier 2021    | 21 janvier 2021  | 33° 57′ 33″ nord, 8° 11′ 16″ est | Église antique Kastilia                                                                                                  | Télécharger une image |
| 72-9                 | Tozeur      | Mosquée Sidi Ben Ghalleb                                                                                                 |                             | 15 mars 2022       | 15 mars 2022     | 33° 55′ 16″ nord, 8° 08′ 26″ est | Mosquée Sidi Ben Ghalleb                                                                                                 | Télécharger une image |
| 72-10                | Tozeur      | Zaouïa Sidi Thameur |                             | 15 mars 2022       | 15 mars 2022     | 33° 55′ 13″ nord, 8° 08′ 24″ est | Zaouïa Sidi Thameur | Télécharger une image |
| 72-11                | Tozeur      | Zaouïa Sidi Mimoun |                             | 15 mars 2022       | 15 mars 2022     | 33° 55′ 13″ nord, 8° 08′ 25″ est | Zaouïa Sidi Mimoun | Télécharger une image |
| 72-12                | Tozeur      | Mosquée Sidi Lsiq | Avenue de Kairouan          | 15 mars 2022       | 15 mars 2022     | 33° 55′ 20″ nord, 8° 08′ 15″ est | Mosquée Sidi Lsiq | Télécharger une image |
| 72-13                | Tozeur      | Mosquée Sidi Mchentel |                             | 15 mars 2022       | 15 mars 2022     | à géolocaliser                   | Mosquée Sidi Mchentel | Télécharger une image |
| 72-14                | Nefta       | Monuments préhistoriques du site archéologique Ghitane al-Chorfa                                                         |                             | 15 mars 2022       | 15 mars 2022     | à géolocaliser                   | Image manquante Téléverser                                                                                               | Télécharger une image |
| 72-15                | Nefta       | Mausolée de Sidi Abou Ali                                                                                                |                             | 22 janvier 2024    | 22 janvier 2024  | 33° 51′ 54″ nord, 7° 52′ 40″ est | Mausolée de Sidi Abou Ali                                                                                                | Télécharger une image |